# Суавъярви
Суавъярви — озеро на территории Паданского сельского поселения Медвежьегорского района Республики Карелия, предположительно, один из древнейших известных ударных кратеров.

## Физико-географическая характеристика
Площадь поверхности — 5,6 км², площадь водосборного бассейна — 36,5 км². Высота над уровнем моря — 153 м.
Расположено в 56 км к северо-западу от города Медвежьегорск и в 19 км на юг от посёлка Паданы.
Из залива в юго-западной части Суавъярви вытекает ручей без названия, впадающий с левого берега в реку Шуавандеги, которая впадает в озеро Энингилампи. Через Энингилампи протекает река Поруста, в свою очередь впадающая в озеро Селецкое. Из последнего берёт начало река Лужма, впадающая в Сегозеро.
Код водного объекта в государственном водном реестре — 02020001111102000007116.
Структура, которая интерпретируется как кратер, выделяется в рельефе, видна на космических снимках и имеет диаметр 16 километров. Там наблюдается отрицательная аномалия силы тяжести и аномалия магнитного поля. Возраст содержащейся там брекчии оценивается примерно в 2,4 миллиарда лет (сидерийский период палеопротерозойской эры), что делает этот кратер одним из древнейших известных метеоритных кратеров всей Земли.
С другой стороны, с тем, что на этом месте находится ударная структура, согласны не все исследователи. Не исключается, что обнаруженные там брекчии с признаками импактного метаморфизма связаны с другими кратерами (возможно, даже переотложены).